# آبشار نارم
آبشار نارم در استان مازندران واقع است. این آبشار در نزدیکی روستای چرات در ۱۸ کیلومتری جنوب غرب آلاشت واقع است.